# Torricel·liàcies
Torricelliaceae és una família de plantes amb flors. Són arbres plantes natives de Madagascar i sud-oest d'Àsia. Conté 3 gèneres, Aralidium, Melanophylla i Torricellia. Sota l'APG II system, cadascun d'aquests 3 gèneres tenia la seva pròpia família, però amb l'avís que es podien acabat fusionant. Aquesta relació es va establir per a aquests tres gèneres el 2004. En l'APG III system, aquests tres gèneres constitueixen la família Torricelliaceae.